# Машаго-Примо
Машаго-Примо, Машаґо-Примо (італ. Masciago Primo) — муніципалітет в Італії, у регіоні Ломбардія, провінція Варезе.
Машаго-Примо розташоване на відстані близько 540 км на північний захід від Рима, 60 км на північний захід від Мілана, 12 км на північ від Варезе.
Населення — 298 осіб (2014).

## Демографія
Населення за роками:

Станом на 1 січня 2023 року в муніципалітеті офіційно проживало 37 іноземців з 11 країн, серед них 13 громадян країн Євросоюзу та 3 громадяни України.

## Сусідні муніципалітети
- Бедеро-Валькувія
- Кунардо
- Феррера-ді-Варезе
- Ранчіо-Валькувія